# 劉玄 (淮陽王)
劉玄（？—前2年），西漢宣帝的孫子，淮陽憲王劉欽的兒子。
河平元年（前28年），父親劉欽去世，隔年即位為淮陽王。在位26年。元壽元年（前2年），劉玄病逝，諡號文王，子劉縯嗣位。

## 子嗣
- 淮陽王劉縯